# Mikwe (Erfurt)

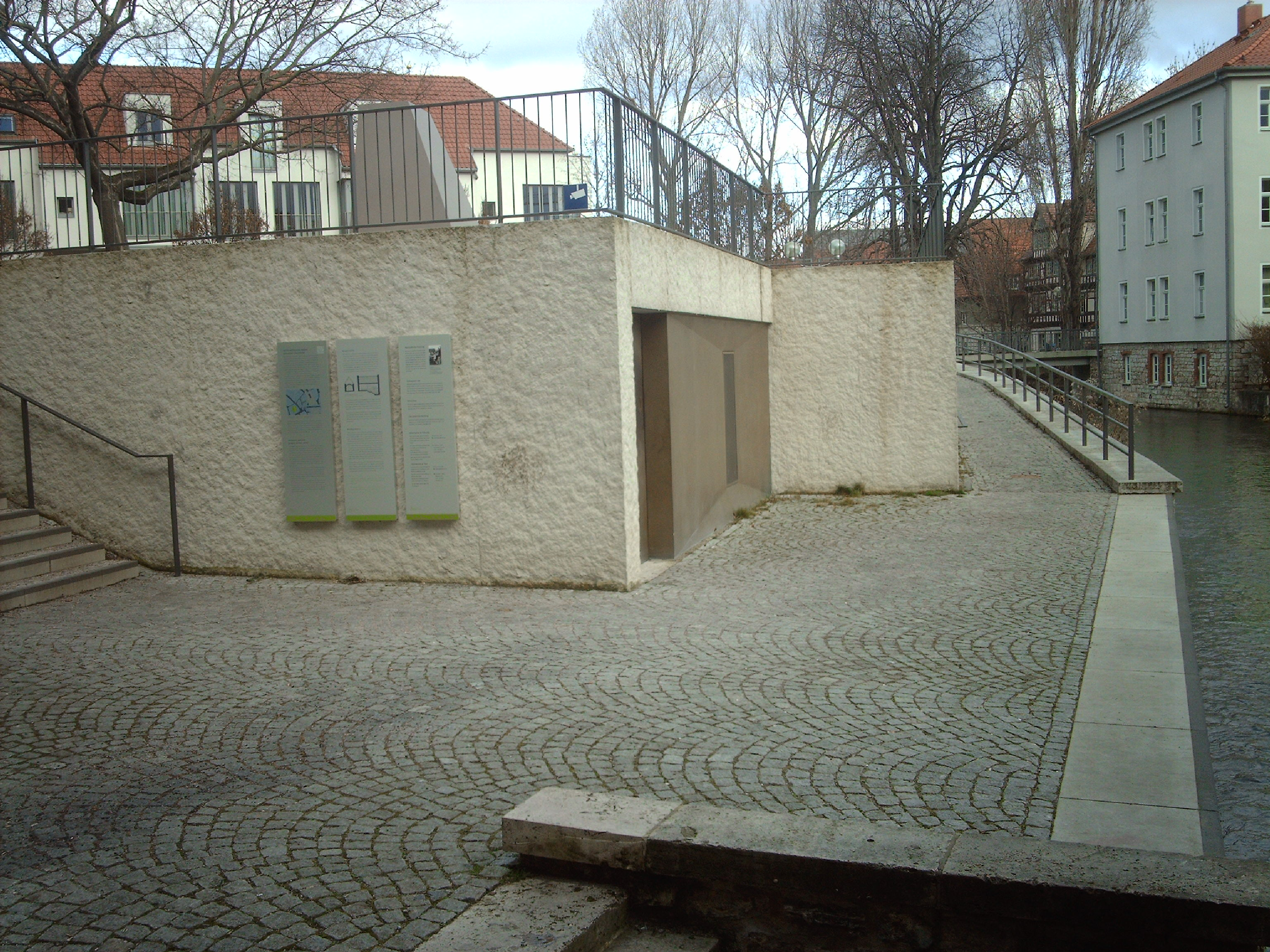
Der 2011 eröffnete Schutzbau über der Mikwe

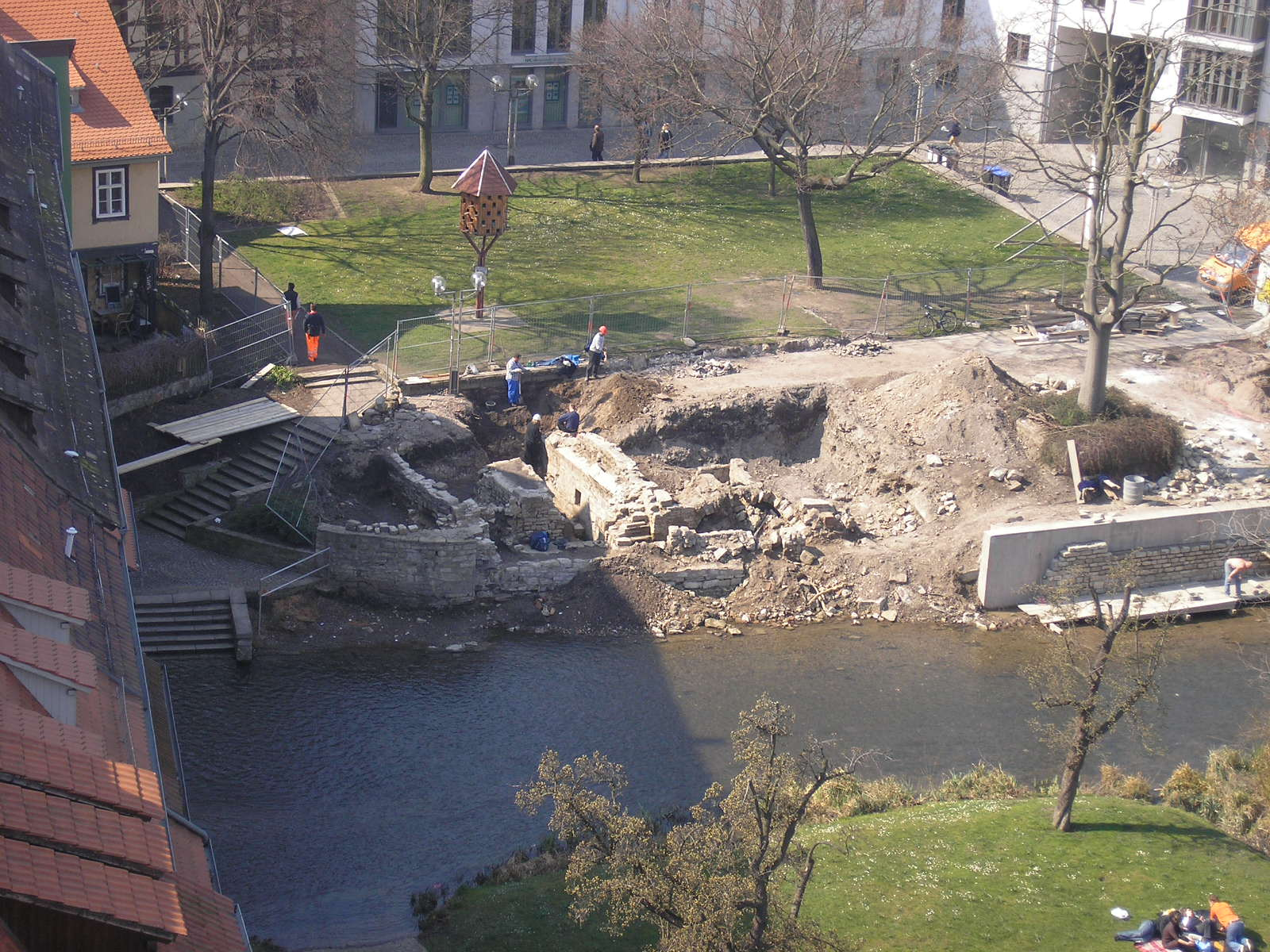
Ausgrabungen 2007

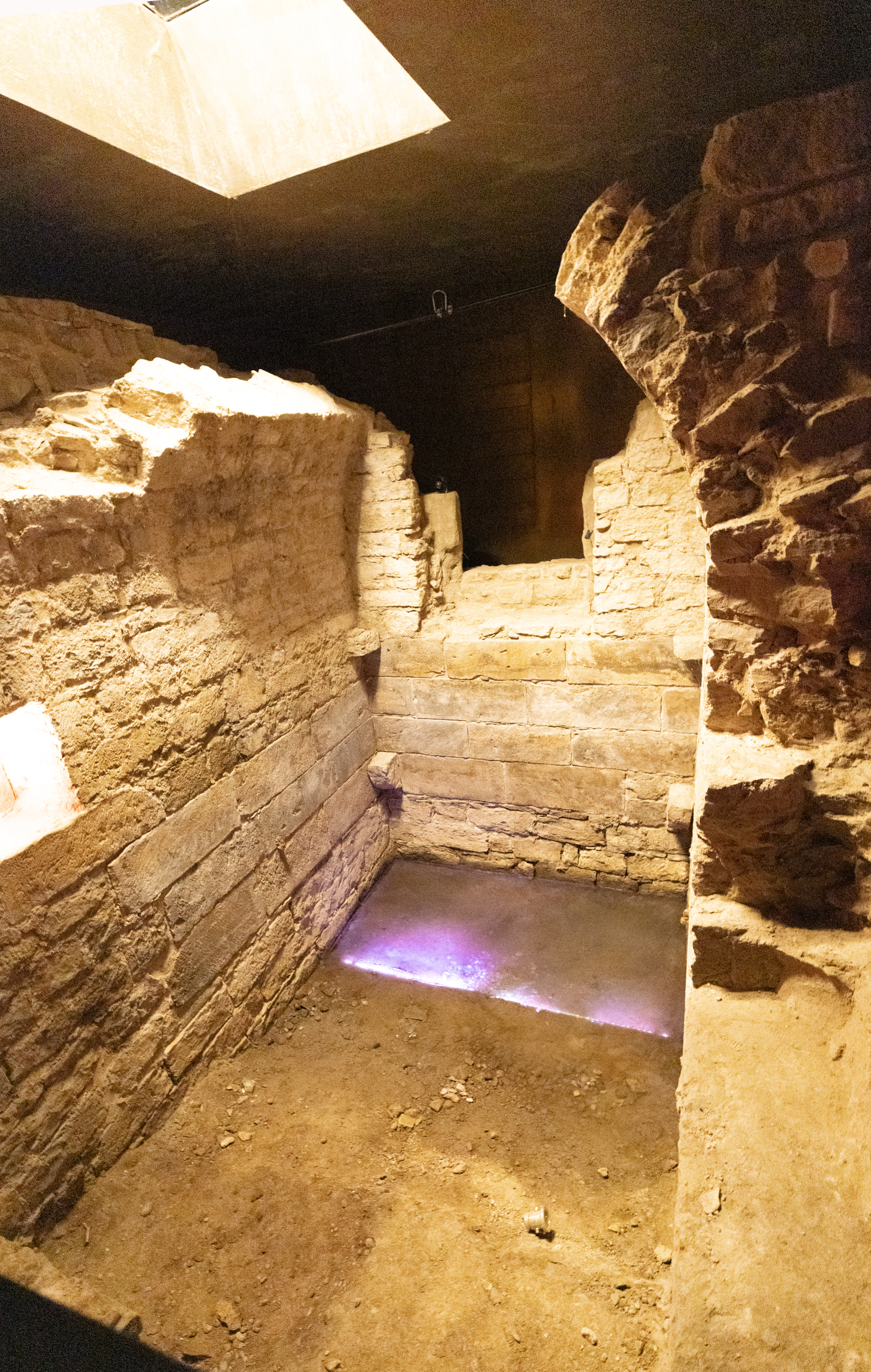
Die Mikwe in Erfurt, Nov. 2021

Die Erfurter Mikwe ist ein jüdisches Ritualbad mittelalterlichen Ursprungs in der Altstadt von Erfurt an der Gera im Bereich der Krämerbrücke. Sie gehört zum Erfurter Netzwerk Jüdisches Leben.
Die Mikwe wurde 2007 wiederentdeckt und wurde 2011 als Kulturstätte der Öffentlichkeit übergeben. Eine Mikwe wird mit „lebendigem“, also fließendem Wasser gespeist. Das war hier durch die Nähe zur Gera ausreichend vorhanden. Ein Vorgängerbau des Ritualbades kann in das 12. Jahrhundert datiert werden. Die bestehende Mikwe stammt aus dem 13. Jahrhundert. Sie wurde 1248 erstmals erwähnt und bis zur Vertreibung der Juden 1453 genutzt. Anschließend wurde das Wasserbecken verfüllt und der Raum als Keller genutzt. Beim Stadtbrand 1472 wurde das Gebäude in Mitleidenschaft gezogen und anschließend ausgebessert und um die Hälfte verkleinert. Es stand in einer Reihe mit zwei weiteren Fachwerkhäusern direkt am Flussufer. Die enge Bebauung des Quartiers wurde während des Zweiten Weltkrieges als Gefahrenherd im Falle einer Bombardierung angesehen und das Gebäude mit der Mikwe und das Nachbarhaus deshalb abgebrochen. Die übrige Bebauung fiel spätestens bei der Anlage der Grünfläche im Vorfeld der IGA in den 1960er-Jahren. Anlass für die Erneuerung und Überformung dieser Grünanlage war der Einsturz einer Befestigungsmauer. Bei den baubegleitenden archäologischen Untersuchungen wurde die Mikwe wiederentdeckt.
Die Mikwe wurde 2021 zusammen mit der Alten Synagoge und dem Steinhaus als „Jüdisch-mittelalterliches Erbe in Erfurt“ bei der UNESCO eingereicht. Im September 2023 wurden die drei Gebäude als Jüdisch-mittelalterliches Erbe in Erfurt in die Liste des UNESCO-Weltkulturerbes aufgenommen.